# Dima Grigoriev
Dima Grigoriev (Dmitry Grigoryev; São Petersburgo, 10 de maio de 1954) é um matemático russo. Suas áreas de pesquisa incluem geometria algébrica, computação simbólica e complexidade computacional em álgebra computacional, tendo publicado mais de 160 artigos científicos.
Dima Grigoriev nasceu em Leningrado, Rússia, e obteve a graduação em 1976 na Universidade Estatal de São Petersburgo. De 1976 a 1992 trabalhou no Instituto de Matemática Steklov da Academia de Ciências da Rússia.
Em 1979 obteve um doutorado (Candidato de Ciências) em física e matemática com a tese "Multiplicative Complexity of a Family of Bilinear Forms", no Instituto de Matemática Steklov, orientado por Anatol Slissenko. Em 1985 obteve o Doktor nauk com a tese "Computational Complexity in Polynomial Algebra". De 1988 a 1992 foi chefe do Laboratório de Métodos Algorítmicos do Instituto de Matemática Steklov. De 1992 a 1998 foi professor da Universidade Estadual da Pensilvânia.
Desde 1998 ocupa o posto de Diretor de Pesquisas do Centre national de la recherche scientifique (CNRS), Universidade de Rennes I, e desde 2008 Diretor de Pesquisas do CNRS, Laboratório Paul Painleve University Lille 1 na França.
Foi palestrante convidado (Invited Speaker) do Congresso Internacional de Matemáticos de 1986 em Berkeley, Califórnia.